# Division 1 1987-88
La Division 1 1987-88 fue la 49.ª temporada del fútbol francés profesional. AS Monaco resultó campeón con 52 puntos, obteniendo su quinto título.

## Equipos participantes
| Equipo                 | Ciudad        | Estadio                 |
| ---------------------- | ------------- | ----------------------- |
| AJ Auxerre             | Auxerre       | L'Abbé-Deschamps        |
| FCG Bordeaux           | Burdeos       | Jacques Chaban-Delmas   |
| Stade Brest            | Brest         | Francis-Le Blé          |
| AS Cannes              | Cannes        | Pierre de Coubertin     |
| Chamois Niortais FC    | Niort         | René Gaillard           |
| Stade Laval            | Laval         | Francis Le Basser       |
| Le Havre AC            | El Havre      | Jules Deschaseaux       |
| RC Lens                | Lens          | Félix Bollaert          |
| Lille OSC              | Lille         | Grimonprez Jooris       |
| Olympique de Marseille | Marsella      | Vélodrome               |
| FC Metz                | Metz          | Saint-Symphorien        |
| AS Monaco FC           | Mónaco        | Luis II                 |
| Montpellier HSC        | Montpellier   | La Mosson               |
| FC Nantes              | Nantes        | La Beaujoire            |
| OGC Nice               | Niza          | Du Ray                  |
| Paris Saint-Germain    | París         | Parque de los Príncipes |
| RC Paris               | París         | Yves-du-Manoir          |
| AS Saint-Étienne       | Saint-Étienne | Geoffroy-Guichard       |
| Sporting Toulon Var    | Tolón         | Bon Rencontre           |
| Toulouse FC            | Toulouse      | Stadium de Toulouse     |

## Tabla de posiciones
| Pos. | Equipo               | Pts. | PJ | G  | E  | P  | GF | GC | Dif. | Clasificación                                |
| ---- | -------------------- | ---- | -- | -- | -- | -- | -- | -- | ---- | -------------------------------------------- |
| 1    | Monaco (C)           | 52   | 38 | 20 | 12 | 6  | 53 | 29 | +24  | Clasificado a la Copa de Campeones de Europa |
| 2    | Bordeaux             | 46   | 38 | 18 | 10 | 10 | 46 | 30 | +16  | Clasificado a la Copa de la UEFA             |
| 3    | Montpellier          | 45   | 38 | 18 | 9  | 11 | 68 | 38 | +30  | Clasificado a la Copa de la UEFA             |
| 4    | Saint-Étienne        | 42   | 38 | 18 | 6  | 14 | 54 | 56 | −2   |                                              |
| 5    | Toulon               | 41   | 38 | 14 | 13 | 11 | 41 | 26 | +15  |                                              |
| 6    | Marseille            | 41   | 38 | 18 | 5  | 15 | 49 | 43 | +6   |                                              |
| 7    | RC Paris             | 41   | 38 | 12 | 17 | 9  | 35 | 42 | −7   |                                              |
| 8    | Metz                 | 40   | 38 | 16 | 8  | 14 | 46 | 40 | +6   | Clasificado a la Recopa de Europa            |
| 9    | Auxerre              | 39   | 38 | 12 | 15 | 11 | 37 | 29 | +8   |                                              |
| 10   | Nantes               | 39   | 38 | 13 | 13 | 12 | 46 | 41 | +5   |                                              |
| 11   | Lille                | 37   | 38 | 14 | 9  | 15 | 45 | 39 | +6   |                                              |
| 12   | Cannes               | 37   | 38 | 13 | 11 | 14 | 42 | 52 | −10  |                                              |
| 13   | Toulouse             | 35   | 38 | 14 | 7  | 17 | 35 | 47 | −12  |                                              |
| 14   | Laval                | 34   | 38 | 12 | 10 | 16 | 38 | 38 | 0    |                                              |
| 15   | Paris Saint-Germain  | 34   | 38 | 12 | 10 | 16 | 36 | 45 | −9   |                                              |
| 16   | Nice                 | 33   | 38 | 15 | 3  | 20 | 42 | 47 | −5   |                                              |
| 17   | Lens                 | 33   | 38 | 13 | 7  | 18 | 40 | 62 | −22  |                                              |
| 18   | Chamois Niortais (D) | 32   | 38 | 11 | 10 | 17 | 34 | 42 | −8   | Acceso a promoción de permanencia            |
| 19   | Brest (D)            | 32   | 38 | 11 | 10 | 17 | 32 | 52 | −20  | Descenso a Division 2                        |
| 20   | Le Havre (D)         | 27   | 38 | 8  | 11 | 19 | 35 | 56 | −21  | Descenso a Division 2                        |

 Fuente: footballdatabase.eu

## Resultados
| Local \ Visitante   | AUX | BOR | BRE | CAN | CHA | LAV | LHV | LEN | LIL | MAR | MET | MOC | MOT | NAT | NIC | PSG | RCP | STE | TON | TOL |
| ------------------- | --- | --- | --- | --- | --- | --- | --- | --- | --- | --- | --- | --- | --- | --- | --- | --- | --- | --- | --- | --- |
| Auxerre             | —   | 1–3 | 4–0 | 1–0 | 1–3 | 1–1 | 1–1 | 2–0 | 2–1 | 2–0 | 0–1 | 0–0 | 1–1 | 1–0 | 2–0 | 3–0 | 3–0 | 0–1 | 0–0 | 0–2 |
| Bordeaux            | 0–0 | —   | 2–0 | 3–3 | 1–0 | 1–0 | 2–2 | 5–2 | 1–0 | 2–0 | 3–2 | 3–1 | 1–0 | 2–1 | 4–2 | 0–0 | 1–0 | 1–0 | 3–0 | 2–2 |
| Brest               | 1–1 | 1–1 | —   | 1–0 | 1–0 | 2–1 | 3–1 | 4–1 | 2–2 | 2–1 | 1–0 | 0–2 | 4–0 | 0–0 | 0–1 | 0–0 | 0–0 | 1–0 | 1–0 | 1–0 |
| Cannes              | 0–0 | 1–0 | 2–1 | —   | 2–1 | 1–0 | 3–0 | 2–1 | 1–5 | 1–0 | 3–3 | 1–1 | 0–0 | 1–4 | 0–1 | 1–3 | 3–1 | 1–0 | 1–0 | 1–1 |
| Chamois Niortais    | 0–0 | 0–0 | 3–0 | 2–0 | —   | 0–0 | 1–2 | 1–1 | 1–0 | 1–0 | 1–3 | 0–0 | 1–0 | 1–3 | 0–0 | 1–2 | 2–2 | 2–1 | 2–1 | 0–0 |
| Laval               | 0–0 | 0–0 | 0–0 | 2–1 | 2–0 | —   | 4–3 | 4–0 | 0–1 | 0–2 | 3–0 | 0–0 | 1–0 | 1–1 | 1–2 | 2–0 | 1–1 | 4–0 | 0–3 | 1–0 |
| Le Havre            | 1–2 | 0–1 | 3–2 | 2–2 | 3–0 | 2–1 | —   | 0–1 | 0–0 | 1–0 | 1–1 | 0–0 | 1–3 | 1–0 | 2–1 | 0–1 | 1–1 | 1–1 | 1–1 | 0–1 |
| Lens                | 2–1 | 1–0 | 2–1 | 0–0 | 3–1 | 1–2 | 0–0 | —   | 1–1 | 2–4 | 2–0 | 1–3 | 2–1 | 1–2 | 0–1 | 0–0 | 2–1 | 1–0 | 3–1 | 2–0 |
| Lille               | 0–1 | 1–0 | 2–0 | 0–0 | 0–1 | 0–0 | 0–0 | 1–1 | —   | 1–1 | 1–0 | 0–1 | 3–1 | 3–0 | 1–0 | 1–0 | 5–0 | 1–2 | 1–0 | 2–0 |
| Marseille           | 0–1 | 1–0 | 1–0 | 3–0 | 1–0 | 2–1 | 3–1 | 4–1 | 0–1 | —   | 1–0 | 2–0 | 1–1 | 3–0 | 2–0 | 1–2 | 2–0 | 5–1 | 1–1 | 1–0 |
| Metz                | 1–0 | 2–0 | 1–1 | 2–3 | 2–0 | 2–1 | 1–0 | 2–2 | 3–1 | 3–1 | —   | 2–2 | 0–1 | 1–0 | 2–0 | 1–0 | 0–0 | 2–1 | 2–0 | 4–1 |
| Monaco              | 3–2 | 1–0 | 2–0 | 4–1 | 1–3 | 2–0 | 2–0 | 3–0 | 1–0 | 3–1 | 2–1 | —   | 0–0 | 2–1 | 1–0 | 2–1 | 3–0 | 2–1 | 0–0 | 5–1 |
| Montpellier         | 2–2 | 0–0 | 6–0 | 4–2 | 1–0 | 2–1 | 3–1 | 4–0 | 3–1 | 4–0 | 1–0 | 2–1 | —   | 0–0 | 4–1 | 4–1 | 6–1 | 5–0 | 0–1 | 4–2 |
| Nantes              | 0–0 | 1–0 | 1–0 | 2–1 | 2–1 | 1–2 | 2–0 | 2–0 | 1–1 | 5–0 | 0–0 | 1–1 | 0–0 | —   | 0–1 | 0–0 | 1–1 | 2–3 | 1–1 | 3–1 |
| Nice                | 1–0 | 0–1 | 2–0 | 1–2 | 1–0 | 0–1 | 1–2 | 0–1 | 2–1 | 3–1 | 0–0 | 0–0 | 2–0 | 3–1 | —   | 2–0 | 1–2 | 2–3 | 0–2 | 3–0 |
| Paris Saint-Germain | 1–1 | 1–0 | 0–0 | 1–1 | 1–3 | 0–0 | 2–0 | 4–1 | 1–3 | 1–1 | 0–2 | 0–1 | 2–1 | 0–2 | 0–4 | —   | 1–1 | 3–0 | 1–0 | 2–0 |
| RC Paris            | 1–0 | 1–0 | 1–1 | 0–0 | 1–1 | 1–0 | 2–0 | 1–0 | 3–0 | 0–0 | 2–0 | 1–0 | 0–2 | 2–2 | 2–1 | 2–1 | —   | 2–2 | 0–0 | 0–0 |
| Saint-Étienne       | 2–1 | 1–1 | 4–0 | 1–0 | 2–0 | 2–1 | 2–1 | 2–1 | 4–3 | 0–1 | 2–0 | 3–0 | 2–1 | 1–1 | 3–2 | 1–3 | 0–2 | —   | 0–0 | 2–0 |
| Toulon              | 0–0 | 0–1 | 3–0 | 1–0 | 1–1 | 3–0 | 3–0 | 2–0 | 3–0 | 1–2 | 1–0 | 0–0 | 0–0 | 5–2 | 4–1 | 1–0 | 0–0 | 1–1 | —   | 1–0 |
| Toulouse            | 0–0 | 2–1 | 2–1 | 0–1 | 1–0 | 1–0 | 2–1 | 0–1 | 2–1 | 1–0 | 2–0 | 1–1 | 3–1 | 0–1 | 2–0 | 2–1 | 0–0 | 2–3 | 1–0 | —   |

### Promoción de permanencia
| Equipo 1         | Agr. | Equipo 2 | Ida | Vuelta |
| ---------------- | ---- | -------- | --- | ------ |
| Chamois Niortais | 1–4  | SM Caen  | 1–1 | 0–3    |

- SM Caen ascendió a Division 1, Chamois Niortais fue relegado a Division 2

Promovidos de la Division 2, quienes jugarán en la Division 1 1988/89:
- RC Strasbourg: Campeón de la Division 2, ganador de la Division 2 grupo B.
- FC Sochaux-Montbéliard: Subcampeón, ganador de la Division 2 grupo A.
- SM Caen: Tercer lugar, ganador de la eliminatoria de ascenso.

## Goleadores
| #  | Jugador              | Nacionalidad   | Club                       | Goles |
| -- | -------------------- | -------------- | -------------------------- | ----- |
| 1  | Jean-Pierre Papin    | Francia        | Olympique Marseille        | 19    |
| 2  | Patrice Garande      | Francia        | AS Saint-Étienne           | 17    |
| 3  | Mark Hateley         | Inglaterra     | AS Monaco FC               | 14    |
| 4  | Klaus Allofs         | Alemania       | Olympique Marseille        | 13    |
| -  | Philippe Fargeon     | Francia        | Bordeaux                   | 13    |
| -  | Chérif Oudjani       | Argelia        | RC Lens                    | 13    |
| -  | Mo Johnston          | Escocia        | FC Nantes Atlantique       | 13    |
| 8  | Roger Milla          | Camerún        | Montpellier La Paillade SC | 12    |
| -  | Philippe Tibeuf      | Francia        | AS Saint-Étienne           | 12    |
| 10 | Dušan Savić          | RFS Yugoslavia | AS Cannes                  | 11    |
| -  | François Omam-Biyik  | Camerún        | Stade Lavallois            | 11    |
| -  | Erwin Vandenbergh    | Bélgica        | Lille                      | 11    |
| -  | Christian Perez      | Francia        | Montpellier La Paillade SC | 11    |
| 14 | Gaston Mobati        | Zaire          | Lille                      | 10    |
| -  | Thierry Laurey       | Francia        | Montpellier La Paillade SC | 10    |
| -  | Mustapha El Haddaoui | Marruecos      | AS Saint-Étienne           | 10    |
| 17 | Pascal Vahirua       | Francia        | Auxerre                    | 9     |
| -  | José Touré           | Francia        | Bordeaux                   | 9     |
| -  | Bruno Bellone        | Francia        | AS Cannes                  | 9     |
| -  | Philippe Anziani     | Francia        | FC Nantes Atlantique       | 9     |